# CF Soroca
CF Soroca (rum. Club Fotbal Soroca) – mołdawski klub piłkarski, mający siedzibę w mieście Soroki na północy kraju.

## Historia
Chronologia nazw:
- 1977: Volna Soroki (ros. «Волна» Сороки)
- 1983: Luciul Soroki (ros. «Луч» Сороки)
- 1992: Tiras Soroki
- 1997: klub rozwiązano
- 2004: Volna Soroki
- 2009: Dava Soroki
- 2017: CF Soroca

Klub piłkarski Volna Soroki został założony w miejscowości Soroki w roku 1977. Protoplastą klubu było Dinamo Soroki, które w 1946 debiutowało w mistrzostwach Mołdawskiej SRR. W 1977 zespół startował w drugiej lidze mistrzostw Mołdawskiej SRR. W 1982 zajął drugie miejsce w pierwszej lidze. W 1983 zmienił nazwę na Luciul Soroki i do 1990 występował w pierwszej lidze mistrzostw Mołdawskiej SRR.
Po uzyskaniu niepodległości przez Mołdawię i organizowaniu własnych mistrzostw klub z nazwą Tiras Soroki startował w 1992 w rozgrywkach Divizia B "Nord". Również do 1995 walczył o Puchar Mołdawii, a potem został rozwiązany.
W 2004 klub został odrodzony jako Volna Soroki. W sezonie 2007/08 zajął 7.miejsce w Serii Nord Divizia B, w następnym sezonie był ósmym. W 2009 zmienił nazwę na Dava Soroki, a sezon 2009/10 zakończył na 5.pozycji. W sezonie 2010/11 zajął trzecie miejsce w Serii Nord, w następnym sezonie był szóstym w końcowej klasyfikacji. W sezonie 2015/16 zajął 7.miejsce w Serii Nord. Kolejny sezon 2016/17 zakończył na ostatniej 14.pozycji, a w następnym sezonie po zmianie nazwy na CF Soroca zdobył wicemistrzostwo ligi.

## Sukcesy

### Trofea międzynarodowe
Nie uczestniczył w rozgrywkach europejskich (stan na 31-12-2017).

### Trofea krajowe
| \| \| Zdobyte trofea w rozgrywkach Mołdawii (stan na: 31-05-2017) \| |                                                             |      |          |
| Rozgrywki                                                            | Osiągnięcie                                                 | Razy | Sezon(y) |
| Mistrzostwo                                                          | I miejsce                                                   | 0    |          |
| Mistrzostwo                                                          | II miejsce                                                  | 0    |          |
| Mistrzostwo                                                          | III miejsce                                                 | 0    |          |
| Puchar                                                               | zdobywca                                                    | 0    |          |
| Puchar                                                               | finalista                                                   | 0    |          |
| Puchar                                                               | 1/16 finału                                                 | 1    | 2009/10  |
| II liga                                                              | I miejsce                                                   | 0    |          |
| II liga                                                              | II miejsce                                                  | 0    |          |
| II liga                                                              | III miejsce                                                 | 0    |          |
| Mołdawia                                                             | Zdobyte trofea w rozgrywkach Mołdawii (stan na: 31-05-2017) |      |          |

- Divizia B "Nord":
  - wicemistrz (1x): 2017
  - 3.miejsce (1x): 2010/11
- Mistrzostwa Mołdawskiej SRR:
  - wicemistrz (1x): 1982

## Stadion
Klub rozgrywa swoje mecze domowe na stadionie Orăşenesc w Sorokach, który może pomieścić 2500 widzów.

## Trenerzy
...
- 1995–1997:  Valeriu Jmurco

...
- 2009–2016:  Vasile Zabrian
- 2016–...:  Pavel Bacinin